# جوزيف دانزر
جوزيف دانزر (بالألمانية: Josef Danhauser) هو رسام نمساوي ولد في 19 أغسطس 1805 في فيينا وتوفي ودُفن في فيينا كذلك في 4 مايو 1845. يُعتبر جوزيف دانزر واحداً من الفناني الرئيسيين خلال فترة بيدرماير بجانب فرديناند جورج وولدمولر وبيتر فيندي. لم تنشهر ولم تُقدّر أعماله خلال حياته، وكان مُتأثراً بأعمال وليم هوجرت.

## حياته
ولد جوزيف دانزر في فيينا عام 1805، وهو الابن الأكبر للنحات وصانع الأثاث جوزيف أولريش دانزر وزوجته جوانا. وقد درس جوزيف الرسم بدايةً على يد والده ثم التحق بأكاديمية فيينا للفنون الجميلة. ويُذكر أنّه درس برفقة يوهان بيتر كرافت وقدّم معرضه الأول عام 1826.
غادر دانزر فيينا لدراسة الماجستير، ثم عاد إليها عام 1827 عبر رحلةٍ زار فيها ترييستي وبراغ. في ذلك العام وبعد عودته إلى فيينا، شارك في صُنعِ قناع موت لودفيج فان بيتهوفن وذلك بعد 12 ساعة من وفاته. وفي عام 1829 وبعد وفاة والده، قام جوزيف مع إخوانه بإدارة مصنع الأثاث وتطويره، مما جعله يتوقّف عن الرسم مؤقتاً. يُذكر أن جوزيف فاز بجائزة أكاديمية فيينا عن لوحته Die Verstoßung der Hagar.
عُيّنَ جوزيف عام 1838 نائباً لعميد الأكاديمية، وتزوّج من جوزفين شتريت وأنجب منها ثلاثةَ أطفال هم جوزيف، وماري، وجولي. وقد توفي بسبب الحمى النمشية في 1845، وقد سُمّي شارعٌ باسمه في فيينا تكريماً له في عام 1862.

## أعماله
- Rudolf von Habsburg und der Einsiedler in der Kapelle von Lilienfeld - 1825
- Wallenstein ersticht sich im Zelte Ottokars - Szene aus Pyrkers Rudolphias - 1825
- Ottokar erklärt Rudolf auf dem Turnierplatz mitten im Sturm den Krieg - 1825
- Das Scholarenzimmer eines Malers - 1828
- Komische Szene in einem Maleratelier - 1829
- Bildnis eines Knaben - 1829
- Porträt Ladislaus Pyrkers
- Maleratelier mit Jeanne d'Arc - 1830
- Selbstporträt - 1830–1835
- Die Schlafenden - 1831
- Ottokars Tod - 1832
- Der letzte Kampf zwischen Rudolf und Ottokar - 1832
- Porträt der Frau von Streit, der Schwiegermutter des Künstlers - 1833
- Abraham verstößt Hagar - 1833
- Das Bekenntnis - 1834
- Die Frau des Fischers mit ihrem Kinde - 1835
- Der reiche Prasser - 1836
- Der abgewiesene Freier - 1836
- Die Frau des Fischers am Meeresufer - 1837
- Der Augenarzt - 1837
- Die Klostersuppe - 1838
- Das Lotterielos - 1838
- Die Testamentseröffnung - 1839
- Der Pfennig der Witwe - 1839
- Die Schachpartie - 1839
- Die Mutterliebe - 1839
- Wein, Weib und Gesang - 1839
- Franz Liszt, am Flügel phantasierend
- Porträt des Klavierfabrikanten Konrad Graf - 1840
- Die Zeitungsleser - 1840
- Der Astronom Karl Ludwig Edler von Littrow und Gattin Auguste geb. Bischoff - 1841
- Die Hundekomödie - 1841
- Die Romanlektüre - 1841
- Madame Lenormand weissagt der Kaiserin Josephine die Trennung von Napoleon - 1841
- Das Kind und seine Welt - 1842
- Die kleinen Virtuosen - 1843
- Das A-B-C - 1843
- Die Brautwerbung - 1844
- Bildnis Franz von Schober - 1844
- Die aufgehobene Zinspfändung - 1844
- Die Dorfpolitiker - 1844
- Das Stiegenweibchen - 1845
- Franz Stelzhamer - 1845
- Franz Danhauser, der Bruder des Künstlers - 1845

## روابط خارجية
- جوزيف دانزر على موقع ديسكوغز (الإنجليزية)